# Au Sable Forks
Pour les articles homonymes, voir Sable (homonymie) et Au Sable (homonymie).
Au Sable Forks est un hameau à cheval sur les comtés de Clinton et d'Essex dans l'État de New York aux États-Unis. Lors du recensement de 2010, il comptait 559 habitants.
Son nom provient de la rivière Au Sable et plus précisément du fait que les deux branches de la rivière confluent à cet endroit.